# Musculi intercostales interni
De musculi intercostales interni of binnenste tussenribspieren zijn een groep van 11 paar spieren die tussen de ribben (intercostales) liggen. Zij lopen schuin van onder naar achteren onder een rechte hoek met de musculi intercostales externi of buitenste tussenribspieren. De binnenste tussenribspieren trekken de ribben dichter bij elkaar en trekken de borstkas naar beneden. De beweging is ten behoeve van de ademhaling, met name het uitademen.